# Orto Botanico dell'Università di Bonn

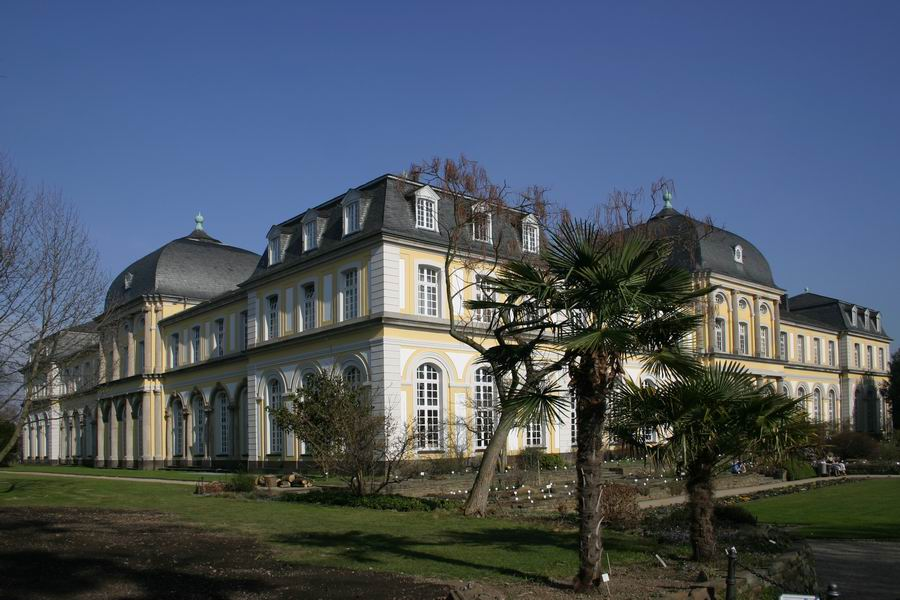
Poppelsdorf Palace

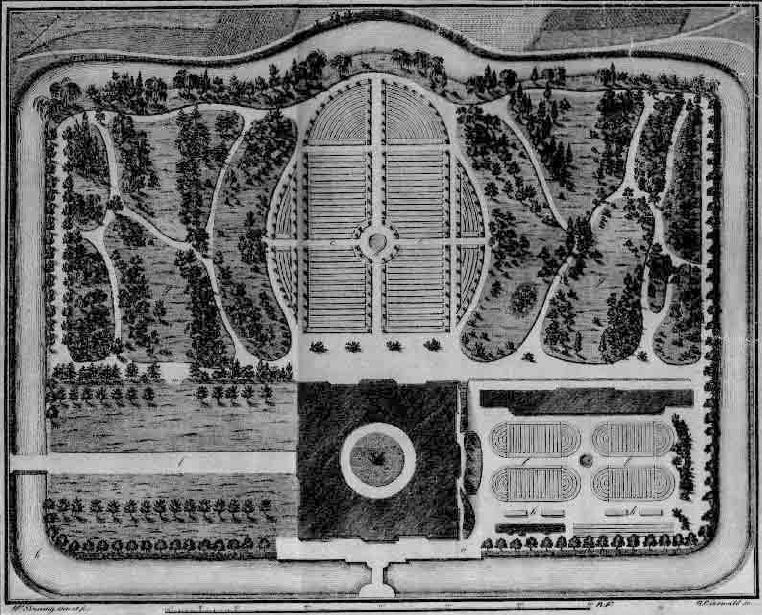
Botanischer Garten Bonn, 1823

L'Orto Botanico dell'Università di Bonn (in tedesco Botanische Gärten der Friedrich-Wilhelms-Universität Bonn o semplicemente Botanischer Garten Bonn) è un orto botanico gestito dall'Università di Bonn (Nord Reno-Westfalia, Germania), ubicato in Meckenheimer Allee 171, Bonn.
L'Orto Botanico ha una superficie totale di 14,8 ettari, dei quali 0,5 ettari sono coperti da serre.

## Storia
I giardini erano originariamente di pertinenza del castello per l'arcivescovo di Colonia; la presenza di una castello con il relativo giardino è attestata da un bozzetto a penna risalente al 1578. Nel 1650 i giardini furono trasformati in un giardino formale in stile rinascimentale e nel 1720 in stile barocco. Nel 1740 vi fu costruito il castello di Poppelsdorf-Clemensruh in stile rococò, completato poi nel 1746 dall'arcivescovo Clemens August.
Nel 1818, con la nascita dell'Università di Bonn, fu fondato anche il vero e proprio Orto Botanico ad opera di Christian Gottfried Daniel Nees von Esenbeck (1776-1858), che ne fu il primo direttore.
Nel corso della seconda guerra mondiale l'Orto fu distrutto e la sua ricostruzione, che iniziò subito dopo la guerra, terminò nel periodo tra il 1979 e il 1984 con la costruzione di due giardini d'inverno.

## Le collezioni
Attualmente l'Orto Botanico annovera circa 8.000 specie di piante che vanno da quelle protette a quelle di tutto il mondo.

### Collezioni all'aperto
La parte all'aperto contiene circa 3.000 specie organizzate come segue:
Arboreto700 specie di alberi, sia conifere che latifoglie, tra le quali l'Araucaria araucana, la Ginkgo biloba, la Nyssa, il Pinus bungeana, la Torreya, il Taxodium distichum.
Sezione sistematicacirca 1.200 specie organizzate in modo da dimostrare le relazioni evolutive tra le varie specie, tra le quali la Passiflora caerulea, il Trachycarpus fortunei e l'Umbellularia californica.
Sezione geograficapiante raggruppate per aree geografiche di provenienza.
Sezione biotopile piante autoctone della regione intorno a Bonn, come le canne delle zone paludose del fiume Sieg e i prati secchi su suolo calcareo dell'Eifel, comprese le specie protette della Renania.

### Serre

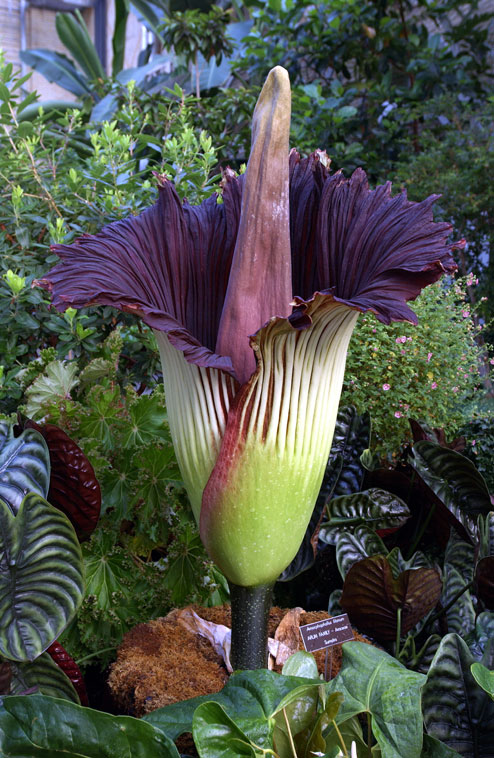
Infiorescenza di Amorphophallus titanum

L'Orto Botanico ha anche circa 0,5 ettari di serre, compreso il giardino d'inverno principale di 2.500 m² completato nel 1984. Si tratta di un complesso di 9 serre nelle quali sono raccolte circa 4.500 specie, tra le quali:
Serra delle felciin cui si trovano felci arboree ed altre piante tropicali.
Serra mediterraneain cui si trovano piante delle zone sub-tropicali del Bacino del Mediterraneo, Sudafrica, California e Australia.
Serra delle palmecon piante delle foreste pluviali come banano e bambù.
Serra delle succulentecon piante succulente, compresi Cactus, Agave, Aloe ed Euphorbia; particolare è la Welwitschia mirabilis.
Serra della Victoriacon ninfee (Victoria amazonica), Nymphaea, Aristolochia e Passiflora, piante acquatiche tropicali e di palude; particolare l'Amorphophallus titanum con una infiorescenza che può raggiungere un'altezza di 2,5 metri.
Piccole serrecon piante carnivore, geofite ed orchidee.

### Rarità
Tra le piante rare conservate nell'Orto Botanico vi è uno degli ultimi esemplari di Toromiro, Sophora toromiro, una pianta che cresceva sull'Isola di Pasqua, e un esemplare di Liparis loeselii, una rarissima orchidea alpina.

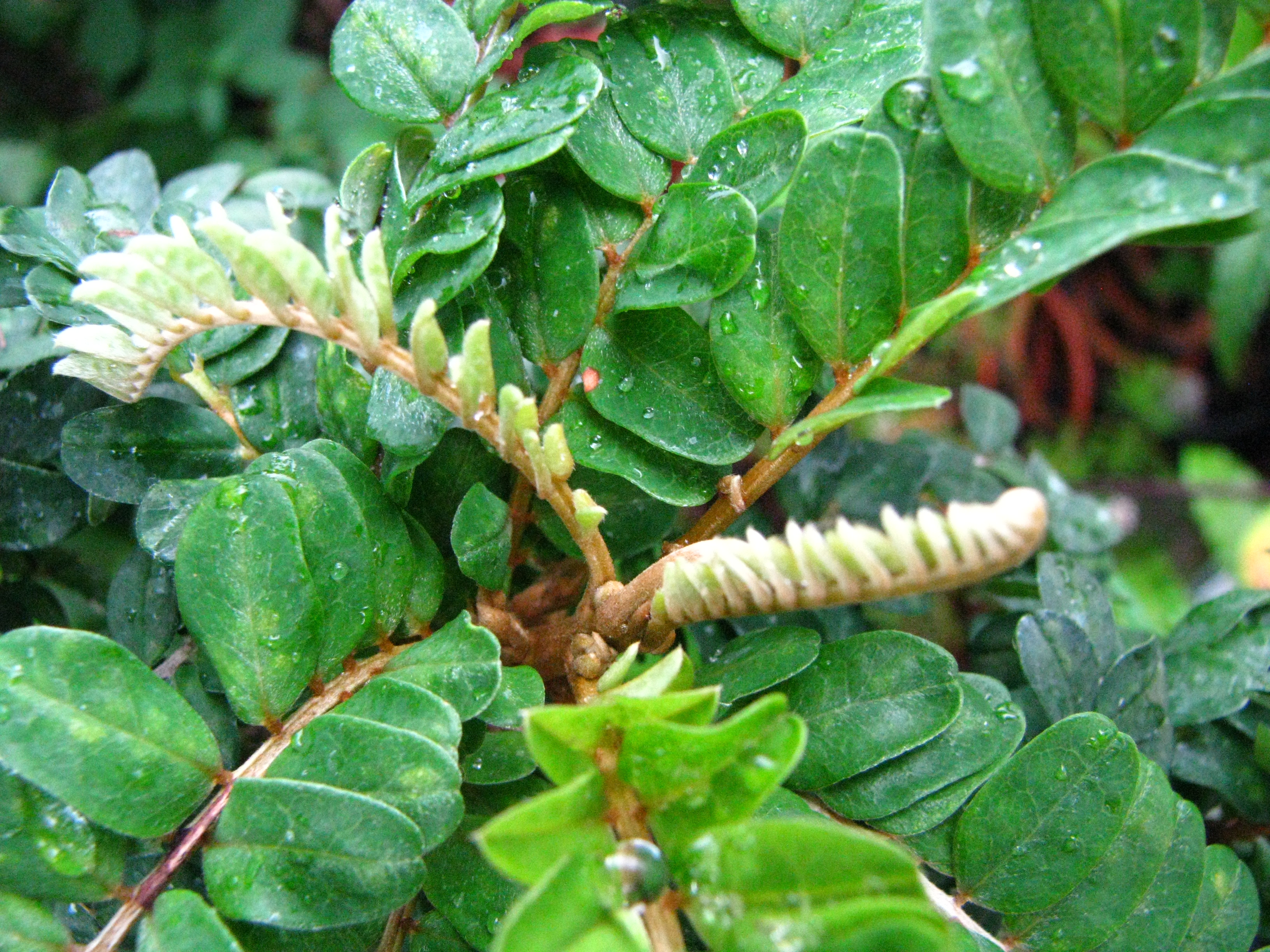
Sophora toromiro
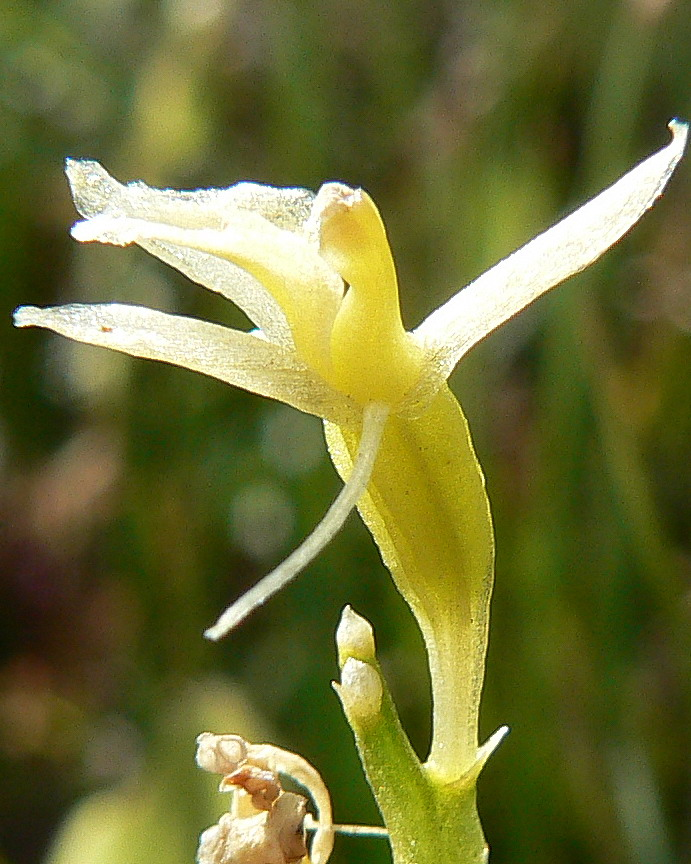
Liparis loeselii